# Julianna Young
Julianna Young (Fort Campbell, 19 settembre 1960) è una modella statunitense.
Fu scelta come Playboy Playmate del mese di novembre 1993.  In quel momento risultò essere una delle più anziane Playmate della storia di Playboy. È conosciuta per le dimensioni spropositate delle sue protesi del seno.

## Apparizioni di Julianna Young nellaPlayboySpecial Editions
- Playboy's Playmate Review Vol. 10, maggio 1994 - pagina 92-99.
- Playboy's Book of Lingerie Vol. 38, luglio 1994.
- Playboy's Bathing Beauties, Marzo 1995.
- Playboy's Winter Girls, Febbraio 1996.
- Playboy's Celebrating Centerfolds Vol. 3, ottobre 1999.